# Круми, Эндрю
Эндрю Круми (англ. Andrew Crumey, род. 1961, Глазго, Шотландия) — романист, бывший литературный редактор эдинбургской газеты Scotland on Sunday. Его произведения включают в себя элементы спекулятивной, исторической и философской фантастики, а также менипповой сатиры; Брайан Стэблфорд назвал их «философскими фантазиями». К 2023 году написал девять романов.

## Ранние годы
Эндрю родился в 1961 году в шотландском городе Глазго. Рос в Керкинтиллохе, с отличием окончил Сент-Эндрюсский университет. В 1983 году переехал в Лондон, где изучал динамические системы и алгебру Каца — Муди в Имперском колледже.

## Личная жизнь
Женат, имеет двух детей. Увлекается астрономией.

## Признание
В 2003 году испанская газета El Mundo назвала Круми «одним из самых интересных и оригинальных европейских авторов последних лет».

### Награды и номинации
| Произведение            | Награда                                 | Результат | И.     |
| ----------------------- | --------------------------------------- | --------- | ------ |
| «Музыка на иностранном» | Saltire Society First Book Award        | Победа    | [ 7 ]  |
| Sputnik Caledonia       | Northern Rock Foundation Writer's Award | Победа    | [ 8 ]  |
| Sputnik Caledonia       | Мемориальная премия Джеймса Тейта Блэка | Номинация | [ 9 ]  |
| Sputnik Caledonia       | Scottish Book of the Year               | Номинация | [ 10 ] |